# William Groseclose
William Bittle Groseclose (Salisbury, 27 ottobre 1858 – ...) è stato un golfista statunitense.

## Carriera
Groseclose partecipò al torneo individuale di golf ai Giochi olimpici di Saint Louis 1904, in cui giunse sessantottesimo a pari merito con Simon Harbaugh.